# Tampin
Huyện Tampin là một huyện thuộc bang Negeri Sembilan của Malaysia. Huyện Tampin có dân số thời điểm năm 2010 ước tính khoảng 81603 người.